# Kim Churchill
Kim Churchill (né à Canberra, Territoire de la capitale australienne, 26 septembre 1990) est un chanteur de rock, de folk country et de blues, auteur-compositeur et musicien australien.
Il a sorti quatre albums : With Sword and Shield et Kim Churchill en 2010, Detail of Distance en 2012 et Silence/Win en 2014. Il est signé par le label montréalais Indica Records.

## Biographie
Churchill est né à Canberra et a grandi dans une petite ville côtière de Nouvelle Galles du Sud, Merimbula.

## Récompenses
- 2009 : il remporte le prix australien Australia's National Youth Folk Artist of the Year.

## Discographie
Albums
- 2010 : With Sword and Shield
- 2010 : Kim Churchill (Indica / Outside)
- 2012 : Detail of Distance (Indica)
- 2014 : Silence/Win (Fontana North)
- 2017 : Weight Falls

Albums live
- 2011 : Montreal Attic Recordings
- 2013 : Montreal Attic Recordings Volume 2

EPs
- 2011 : Turns to Stone EP

Singles
- 2014 : You're My Window to the Sky